# Rose-Marie
För andra betydelser, se Rose-Marie (olika betydelser).

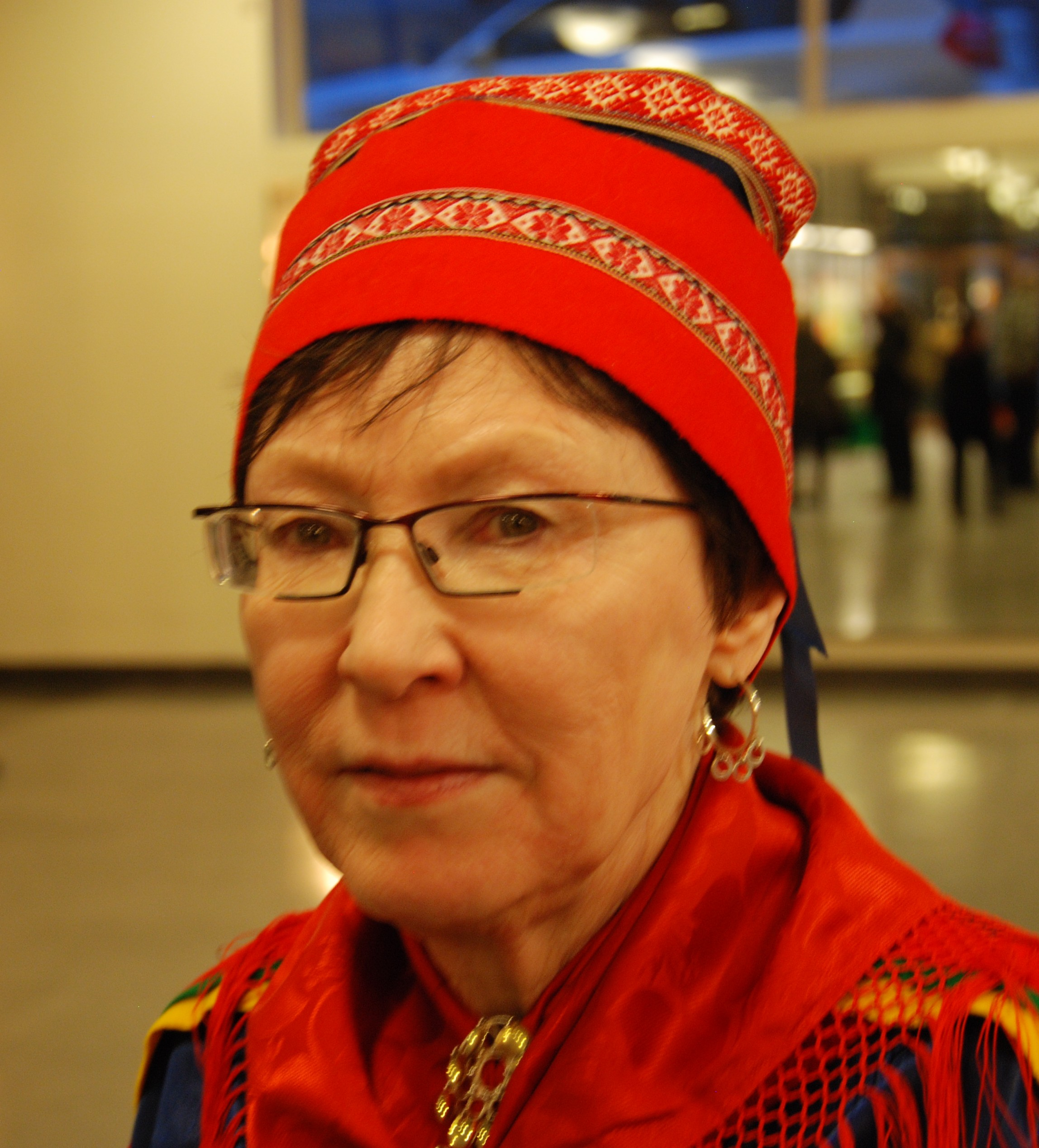
Rose-Marie Huuva, 2012.

Rose-Marie är ett kvinnonamn, ett dubbelnamn sammansatt av namnen Rose och Marie.
I Sverige finns 9712 kvinnor vid namn Rose-Marie (2010).

## Personer med namnet Rose-Marie
- Rose-Marie Bengtsson, svensk konstnär och keramiker.
- Rose-Marie Carlsson, svensk politiker (S).
- Rose-Marie Frebran, svensk politiker (KD).
- Rose-Marie Holm, svensk gymnast.
- Rose Marie (skådespelare), amerikansk skådespelare, Rose Marie Mazzetta
- Rose-Marie Stråhle, svensk låtskrivare och sångerska.